# Xylophanes schreiteri
Espèce
Xylophanes schreiteri est une espèce de lépidoptères de la famille des Sphingidae, de la sous-famille des Macroglossinae, tribu des Macroglossini, sous-tribu des Choerocampina, et du genre Xylophanes.

## Description
L'envergure varie de 71 à 92 mm. l'espèce est semblable à Xylophanes resta, mais les ailes antérieures et postérieures ont un apex plus falciforme et le bord externe de celles-ci est plus droit.  Sur la face dorsale de la partie antérieure, un tiret brun foncé est parallèle et parfois connecté à la première ligne postmédiane, qui est plus forte et se rapproche de l'apex. La face ventrale antérieure présente une partie apicale jaune pâle sur la côte, bien que celle-ci soit parfois chamois clair et contraste fortement avec la couleur de fond jaune orangé.

## Biologie
- Les adultes volent de février à mars et d’octobre à novembre en Argentine.
- Les chenilles se nourrissent sur  les espèces de Rubiaceae et de Malvaceae.

## Répartition et habitat
Répartition
L'espèce est connue en Argentine et en Bolivie.

## Systématique
L'espèce Xylophanes schreiteri a été décrite par l'entomologiste américain Clark en 1920.